# Magnum T.A.
Terry Wayne Allen (* 11. Juni 1959 Chesapeak; Virginia) ist ein ehemaliger US-amerikanischer Wrestler, der vor allem unter dem Namen Magnum T.A. bekannt wurde.

## Privates
Allen wuchs in Tidewater, Virginia, auf und besuchte die High School an der Norfolk Collegiate School in Norfolk, Virginia. Nach seinem Abschluss wechselte er zur Norfolk's Old Dominion University.
Allen ist ein wiedergeborener Christ. Er war geschieden und heiratete im März 2005 die Ex-Frau von Tully Blanchard, Courtney Shattuck Blanchard. Seit Oktober 2007 haben sie die Zwillinge Lucy und Tucker.
Heute lebt Allen in Charlotte, North Carolina und ist seit 1995 als Unternehmer für Sendemasten tätig.

## Karriere

### Sportlicher Hintergrund
Allen war Mitglied des Collegiate's Ringerteams und konnte dort die Meisterschaft in der Klasse bis 76 kg gewinnen.

### Anfänge
Allen begann 1977 mit dem professionellen Wrestling, als er für die Promotionen Championship Wrestling from Florida und Pacific Northwest antrat.
Etwas später wechselte er zu Mid-South Wrestling und wurde dort 1983 unter dem Namen Magnum T.A. zum Topstar der Promotion aufgebaut. Den Namen bekam er von André the Giant verliehen. Sein Gimmick lehnte sich eng an Schauspieler Tom Selleck und dessen Serien-Rolle Magnum, P.I. an, da Allen Selleck sehr ähnlich sah.
Nach dem Aufbau Allen's zum Topstar der Promotion durfte dieser auch den Mid-South North American Heavyweight Championship-Titel erringen, als er Mr. Wrestling II besiegen durfte.

### Jim Crockett Promotions
1984 wurde er von der Jim Crockett Promotions unter Vertrag genommen. Er wurde mit Dusty Rhodes zu einem Tag Team zusammengeschlossen, das den Namen America's Team trug. Dieses Tag Team durfte zwar nie Titel in der Promotion gewinnen, war aber eines der Teams, welches am meisten Zuschauer zog.
Als Einzelwrestler konnte Allen den United States Champion-Titel von Wahoo McDaniel erringen, als er diesen im Rahmen der Storyline besiegen durfte. Diesen Titel musste er jedoch relativ schnell wieder an Tully Blanchard abgeben. Am 28. November 1985 durfte Allen bei „NWA Starrcade“ erneut gegen Blanchard antreten und diesen auch besiegen. Damit wurde er zum zweiten Mal US-Champion der Promotion.
Im April 1986 begann Ivan Koloff seinen Neffen Nikita als den wahren US-Champion anzukündigen. Damit begann ein langangelegtes Fehdenprogramm zwischen den Koloffs und Allen. Letztendlich musste Allen den US-Titel an Krusher Khruschev abtreten.
Nach einem Autounfall musste Allen seine aktive Wrestling-Karriere beenden.

### National Wrestling Alliance
Nach seiner aktiven Zeit arbeitete Allen als Kommentator für die National Wrestling Alliance und World Championship Wrestling. Nach diversen Fehdenprogrammen zog sich Allen aus dem Wrestling zurück, kehrte aber 1993 für wenige Auftritte zur WCW zurück.

## Erfolge
- NWA Championship Wrestling from Florida

- 5× NWA Florida Global Tag Team Champion (mit Scott McGhee,  Dusty Rhodes und Brad Armstrong)

- Jim Crockett Promotions

- 2× NWA United States Heavyweight Champion

- Mid-South Wrestling

- 2× Mid-South North American Heavyweight Champion
- 2× Mid-South Tag Team Championship (1× mit Jim Duggan und 1× mit Mr. Wrestling II)

## Wissenswertes
Allen ist der Patenonkel von WWE Superstar Cody Rhodes.